# Grand Fauve de Bretagne

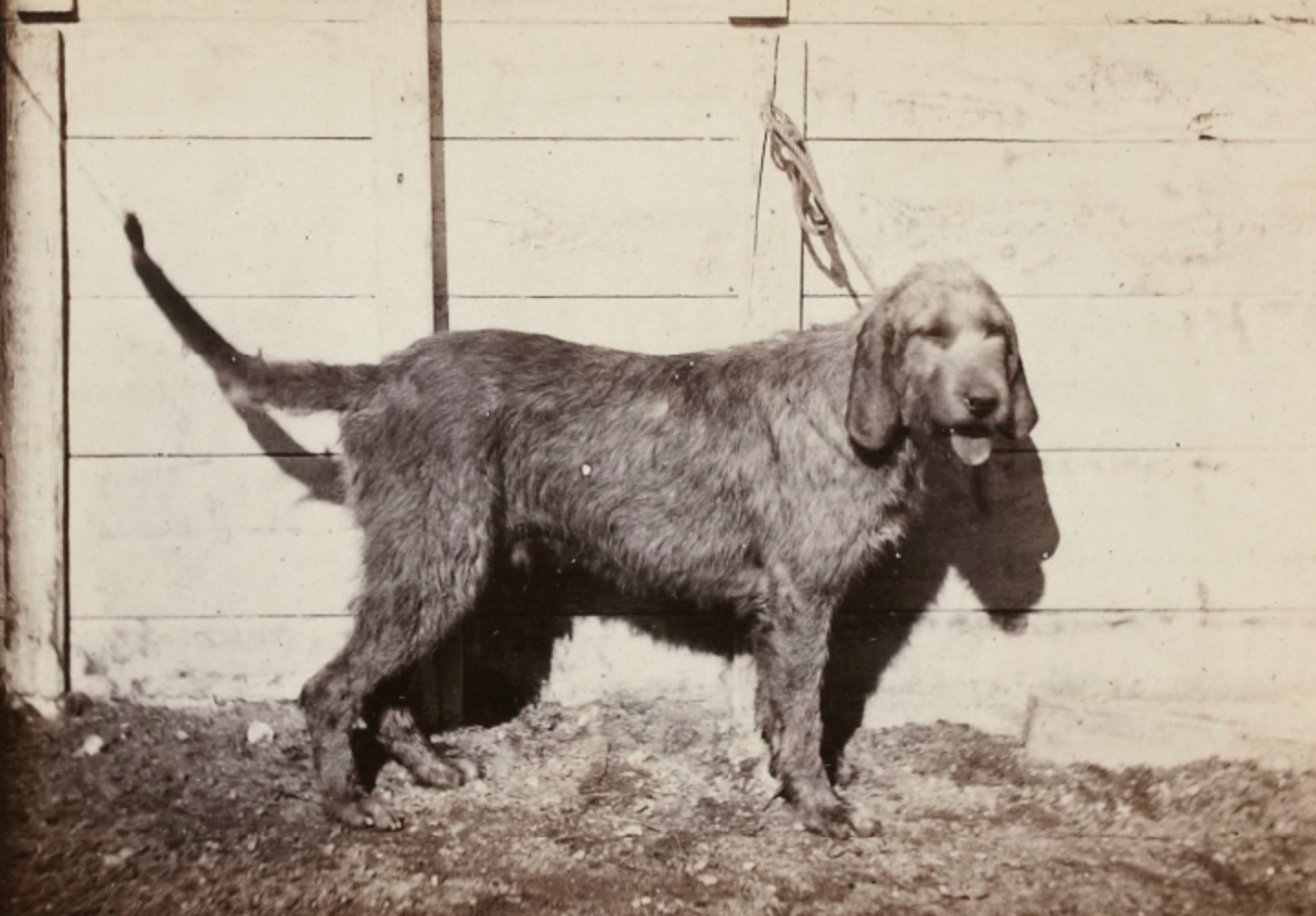
Grand Fauve de Bretagne

Il Gran Fauve de Bretagne è stata una razza di Segugio della Bretagna utilizzato per la caccia ai lupi e cinghiali.
I Grand Fauve de Bretagne erano grandi segugi dal pelo ruvido, i loro mantelli erano corti, densi e duri, ed erano di un colore marrone dorato chiaro uniforme. I Grand Fauve de Bretagnes erano rinomati per la loro natura indisciplinata, essendo molto difficili da controllare; il loro temperamento era adatto solo per cacciare selvaggina pericolosa come il lupo e il cinghiale, essi infatti erano anche noti per uccidere pecore e capre.
Con la scomparsa dei lupi in Francia già a metà del XIX secolo, questi cani divennero rari; nel 1873 fu registrato che gli esemplari di razza erano difficili da trovare e si credeva che solo tre branchi conservassero le linee di sangue; nei decenni successivi la razza si estinse.
Alcuni segugi del Grand Fauve de Bretagne erano stati incrociati con Briquet Griffon Vendéens per creare il Griffon Fauve de Bretagne; questi cani più piccoli conservano gran parte dell'aspetto del Grand Fauve de Bretagne.